# Jean-Ernest de Saxe-Weimar
Pour les articles homonymes, voir Jean-Ernest.
Jean-Ernest de Saxe-Weimar (en allemand Johann Ernst von Sachsen-Weimar, parfois appelé Johann Ernst IV), né à Weimar le 25 décembre 1696 et mort le 1er août 1715, est un prince allemand, fils de Jean-Ernest III de Saxe-Weimar et de Charlotte-Dorothée-Sophie de Hesse-Hombourg. Bien qu'il soit mort très jeune, il reste connu en tant que compositeur et commanditaire de musique ; certains de ses concertos ont été transcrits pour le clavecin ou l'orgue par Johann Sebastian Bach, qui était à l'époque l'organiste de la cour de Weimar.

## Biographie
Jean-Ernest est le quatrième fils et le sixième enfant de Jean-Ernest III, duc de Saxe-Weimar, le deuxième qu'il a eu de sa seconde femme, Charlotte de Hesse-Hombourg. Dans son enfance, il apprend le violon auprès de G.C. Eilenstein, musicien à la cour de Weimar. De février 1711 à juillet 1713, il étudie à l'université d'Utrecht. On suppose que c'est au cours de cette période qu'il approfondit sa connaissance de la musique. D'Utrecht, il a pu se rendre à Amsterdam et Düsseldorf, deux centres de l'activité musicale ; il fait copier de la musique italienne qu'il envoie à Weimar - des livres de compte attestent de dépenses pour la copie et la reliure de partitions, et la construction d'étagères en vue de les abriter. Il a pu notamment faire copier les concertos pour violon de l'op. 3 de Vivaldi. Le fait que le prince ait rassemblé un grand nombre de partitions est suffisamment connu à l'époque pour que P. D. Kraüter, lorsqu'il demande un congé pour étudier auprès de Bach à Weimar, évoque la musique française et italienne que le prince était dit avoir introduit là-bas. Kraüter fait également l'éloge de la virtuosité de Johann Ernst au violon.
À son retour d'Utrecht, Jean-Ernest prend des cours de composition auprès de Johann Gottfried Walther, organiste à Weimar, et cousin de Johann Sebastian Bach ; il s'intéresse en particulier au concerto. Walther lui avait auparavant donné des leçons de clavier, et lui avait offert ses Praecepta der musikalischen Composition (Préceptes de composition musicale) en cadeau pour son douzième anniversaire. Au cours de sa vie, Walther a transcrit soixante-dix-huit concertos pour clavier. Bach a également écrit de nombreux arrangements virtuoses pour orgue (BWV 592-6) et clavecin (BWV 972-987), parmi lesquels figurent des compositions du prince (BWV 592, 592a, 982, 984 et 987) et des œuvres de compositeurs allemands et italiens, parmi lesquels Telemann (BWV 985) et Vivaldi (BWV 972, 973, etc.). Les transcriptions de Bach ont probablement été réalisées entre juillet 1713 et juillet 1714, entre le retour de Johann Ernst depuis Utrecht et son départ de Weimar.